# Cumellopsis bicostata
Cumellopsis bicostata är en kräftdjursart som beskrevs av Jones 1984. Cumellopsis bicostata ingår i släktet Cumellopsis och familjen Nannastacidae. Inga underarter finns listade i Catalogue of Life.